# Suðurnesjabær
Suðurnesjabær (isländskt uttal: [ˈsʏːðʏrˌnɛːsjaˌpaiːr̥]) är en kommun i sydöstra Island som bildades 10 juni 2018 genom en sammanslagning av de två kommunerna Sveitarfélagið Garður och Sandgerðisbær. Vid kommunsammanslagningen valdes Magnús Stefánsson till borgmästare.
Kommunen har 3 753 invånare (2022). I kommunen finns två större orter, Sandgerði, 1 933 invånare 2022 och Garður, 1 784 invånare 2022.